# Partidul Justiției și Dezvoltării
Partidul Justiției și Dezvoltării (în turcă Adalet ve Kalkınma Partisi), abreviat AKP, este un partid politic din Turcia ce se descrie drept conservator-democrat. Fondat în 2001 de către Recep Tayyip Erdoğan, partidul s-a aflat la guvernarea Turciei din anul 2002, sub Abdullah Gül (2002-2003), Recep Tayyip Erdoğan (2003-2014), Ahmet Davutoğlu (2014-2016), Binali Yıldırım (2016-2018) și din nou Erdoğan (2018-prezent). 
Baza electorală a partidului este reprezentată de tradiționaliștii turci, în special din mediul rural.
AKP a fost membru observator al PPE în perioada 2005-2013, apoi membru cu drepturi depline al Alianței Conservatorilor și Reformiștilor Europeni din 2013 până în 2018.
Deși are o orientare politică de dreapta, la 5 mai 2017, la Chișinău, liderii AKP au semnat un acord de colaborare cu Partidul Socialiștilor din Republica Moldova.